# 普羅斯佩特 (伊利諾伊州)
普羅斯佩特（英語：Prospect）是位於美國伊利諾伊州尚佩恩縣的一個非建制地區。該地的面積和人口皆未知。

## 地理
普羅斯佩特的座標為40°19′10″N 88°12′46″W / 40.31944°N 88.21278°W，而該地的平均海拔高度為220米（即722英尺）。